# Национальный музей во Львове имени Андрея Шептицкого

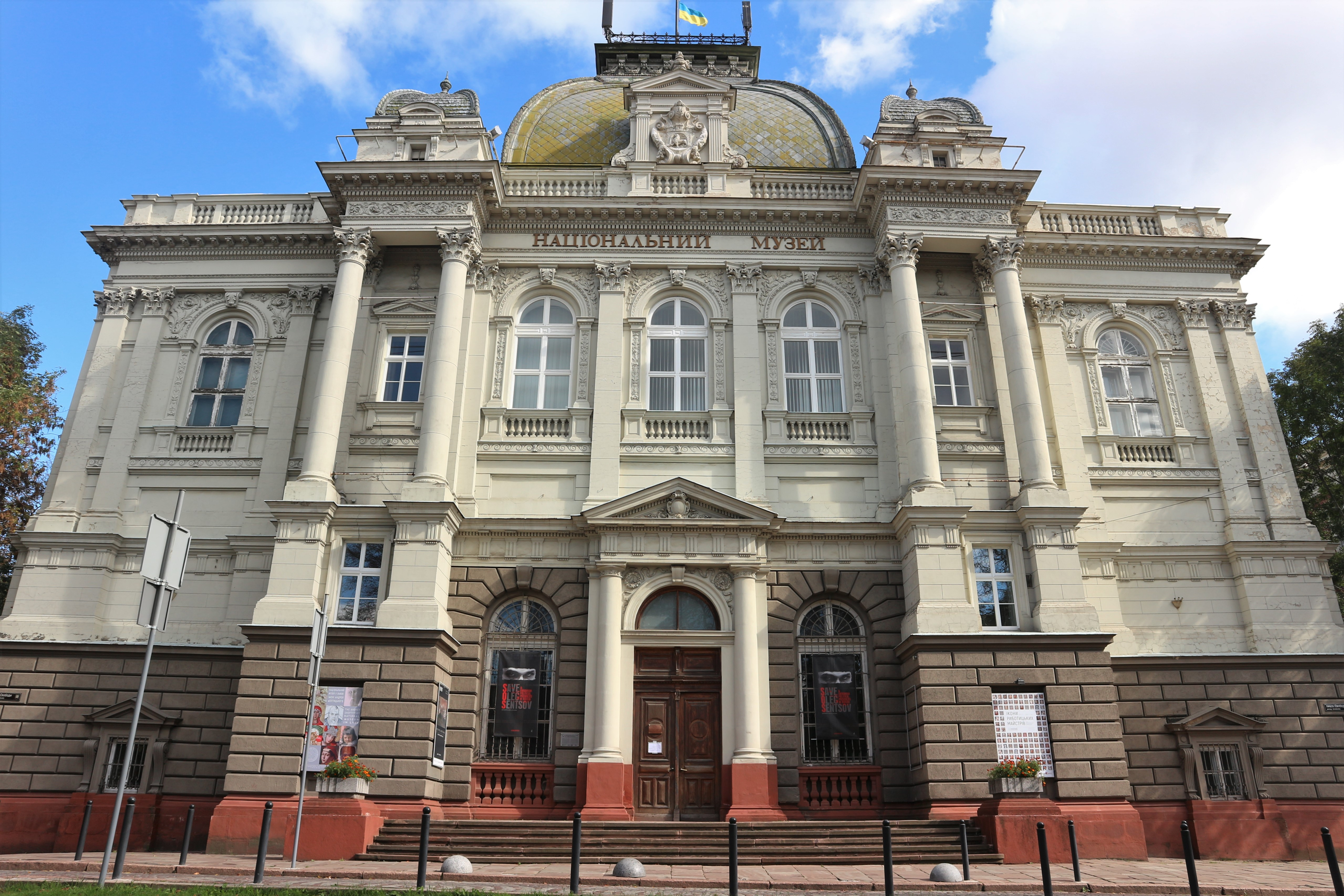
Здание Национального музея (первоначально — Промышленного музея, позже музея Ленина во Львове); нынешний проспект Свободы, 20

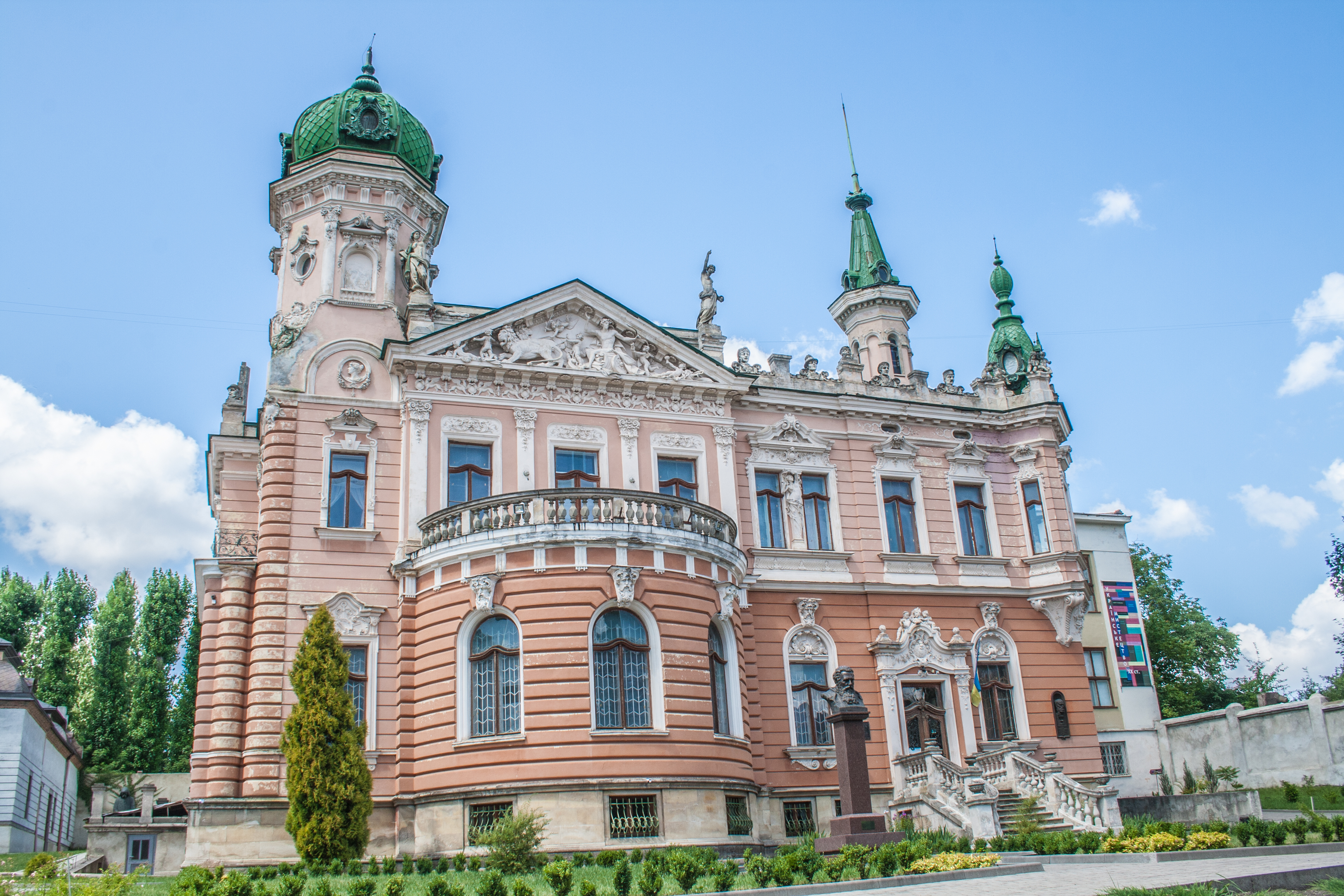
Первоначальное здание Церковного музея; нынешняя ул. Драгоманова, 42

Национа́льный музе́й во Льво́ве им. Андре́я Шепти́цкого — один из крупнейших музеев Львова и Украины. Основной корпус находится на пр. Свободы, 20, меньший — на ул. Драгоманова, 42.

## История музея
Музей был основан в феврале 1905 года грекокатолическим митрополитом Андреем Шептицким под названием «Церковный музей» как одно из средств развития украинской культуры. Основу фондов составляли материалы основателя, который подарил в целом около 10 тысяч предметов и содержал музей преимущественно на собственные средства. Для размещения экспозиции была куплена вилла на ул. Драгоманова (тогда Мохнацкого), 42 во Львове. В декабре 1909 года музей был переименован в «Национальный музей имени митрополита Андрея графа на Шептичах Шептицкого», в июле 1911 — в «Национальный музей. Юбилейный научный фонд галицкого митрополита Андрея Шептицкого». 13 декабря 1913 была открыта экспозиция. В 1930 собрание насчитывало свыше 80 тысяч предметов. По окончании Великой Отечественной войны музей пополнился собраниями закрытых советскими властями музеев (в частности Ставропигийского института, Львовской грекокатолической митрополии и капитулы, общества «Просвита», НТШ, Народного дома, Богословского научного общества, библиотеки ордена василиан).
Музей был переименован в Государственный музей украинского искусства, впоследствии — во Львовский музей украинского искусства. В 1991 году было принято название «Национальный музей во Львове. Научно-художественный фонд митрополита Андрея Шептицкого». В период перестройки музей получил свой нынешний основной корпус — здание на проспекте Свободы, 20, построенное для Промышленного музея, в котором в советский период размещался музей Ленина. С 2005 Национальный музей получил нынешнее название.
В музее работали в разное время известные деятели науки и культуры, среди которых особенно крупный вклад внёс Илларион Свенцицкий (директор музея в 1905—1952), который значительно пополнил коллекцию музея. Сотрудники проводили работу по изучению произведений украинского искусства, разработке методики реставрации иконописи, развитию музейного дела в Галиции.

## Современная коллекция

Зал украинского искусства

В музее хранится одно из крупнейших на Украине собраний изобразительного искусства, которое включает почти 117 тысяч предметов основного и около 50 тысяч предметов научно-вспомогательного фонда. Среди них — наибольший на Украине сборник украинских икон XIV—XVIII вв. (свыше 4 тыс. произведений); коллекция сквозной резьбы по дереву; коллекция рукописей XI—XVI вв.; редкая коллекция народной сакральной скульптуры; сборник гравюры XVII—XVIII вв.; образцы живописи и скульптуры XVIII—XIX вв. (в частности, произведения Т. Шевченко, К. Устияновича, Т. Копистинского, С. Васильковского, И. Кавки, Ф. Красицкого, А. Манастырского, И. Труша, Е. Кульчицкой, М. Бойчука, М. Сосенко, Л. Геца, П. Холодного). Отдельного внимания заслуживают собрания произведений народного искусства, которые формировались уже в первые годы существования музея. Сегодня они насчитывают свыше 20 000 единиц хранения и представляют все типологические разновидности и жанры народного искусства, занимая период XVII—XX вв. Это — изделия из керамики, кости, металла, ткани, вышивка, резьба по дереву, народная одежда, писанки, рисунок на стекле.
Лучшие произведения из музейного собрания представлены в постоянных экспозициях:
- «Старинное украинское искусство»
- «Искусство XIX — нач. XX в.»
- «Украинское искусство XX в.»
- «Народное искусство».

Кроме постоянных экспозиций в музее также происходят временные выставки.
В состав музея на правах отделов включены: художественно мемориальные музеи Е. Кульчицкой, Л. Левицкого, О. Новаковского, И. Труша во Львове, музей «Сокальщина» в Червонограде.